# Gorō Hasegawa
Gorō Hasegawa (長谷川 五郎?, Hasegawa Gorō; Mito, 19 ottobre 1932 – Kashiwa, 20 giugno 2016) è stato un inventore giapponese, ideatore del gioco da tavolo Othello e presidente della Japan Othello Association.

## Biografia
Nativo di Mito (Ibaraki), Hasegawa ideò il concetto alla base di Othello quando ancora frequentava la scuola locale. Traendo ispirazione dai tappi di bottiglie di latte con cui era solito giocare durante l'infanzia, modificò leggermente le regole dell'antesignano Reversi utilizzando le pedine bianche e nere di un altro gioco da tavolo tradizionale, il go. 
Nonostante il gioco fosse divenuto molto popolare tra gli studenti della sua scuola, Hasegawa dovette attendere fino al 1973 per vedere pubblicata la sua creazione, quando mostrò la sua idea al produttore di giocattoli Tsukuda. Nel frattempo lavorò anche per un'azienda medica. Nel marzo del 1973 Hasegawa istituì la Japan Othello Association e nell'aprile dello stesso anno si tenne il primo torneo a livello nazionale. Il nome Othello fu scelto dal padre di Gorō, Shirō Hasegawa, che si ispirò alla omonima tragedia di William Shakespeare.
Gorō Hasegawa morì il 20 giugno 2016 nella sua casa a Kashiwa, nella prefettura di Chiba, all'età di 83 anni.

## Opere
- (EN) How to Win at Othello, A Harvest/HBJ Book, 1977, ISBN 978-0156422154.